# City of Manchester Stadium
City of Manchester Stadium, još poznat i kao Etihad Stadium iz sponzorskih razloga, nogometni je stadion koji se nalazi se u Manchesteru, Engleska. Dom je nogometnog kluba Manchester City. S kapacitetom od 55.000, City of Manchester Stadium šesti je najveći nogometni stadion u Engleskoj i deseti najveći u Ujedninjenom Kraljevstvu.
Stadion je trebao je biti atletska arena za Olimpijske igre 2000. u ponudi grada Manchestera, ali kako je pobijedila ponuda grada Sydneyja, prvi događaj na ovom stadionu bile su Igre Commonwealtha 2002. te se 2008. koristio radi finala Kupa UEFA. Nakon Igara Commonwealtha 2002. prešao je s arene od 38.000 sjedećih mjesta na nogometni stadion s 48.000 sjedećih mjesta. To su financirali vijeće grada Manchestera (22 milijuna £) i Manchester City (20 milijuna £) koji se preselio na City of Manchester Stadium s Maine Roada 2003. godine.
Stadion je izgradila John Laing Grupa te ih je to koštalo 112 milijuna £, a dizajner stadiona je Arup Grupa. Dobio je mnoge prestižne nagrade za svoj dizajn.
U kolovozu 2015. treći red od 7000 sjedala na jugu stadiona bio je gotov. Program preuređenja od 300 milijuna £ na sjeveru stadiona zahtjeva izgradnju novog hotela od 400 soba, park za 6000 navijača i kapacitet od 61.474 sjedećih mjesta te će vjerojatno biti završen oko 2026.

## Povijest

### Prve ideje za stadion
Planovi za izgradnju novog stadiona u Manchesteru bili su formulirani prije 1989. kao dio ponude grada za održavanje Olimpijskih igara 1996. Njihova ponuda sadržavala je stadion od 80.000 sjedećih mjesta koji se trebao nalaziti na zapadu grada. Ponuda je propala i Olimpijske igre održale su se u Atlanti. Četiri godine kasnije vijeće grada Manchestera ponovno je poslalo ponudu za održavanje ovaj put Olimpijskih igara 2000., ali ovaj put stadion se trebao nalaziti 1,6 kilometara istočno od centra.
Za ponudu u veljači 1993. vijeće grada ponovno je htjelo izgraditi stadion od 80.000 sjedećih mjesta, a u izgradnji bi im pomogla kompanija Arup. Dana 23. rujna 1993. domaćinstvo je dodijeljeno Sydneyju. Vijeće Manchester Cityja izdalo je naknadnu ponudu za održavanje Igara Commonwealtha 2002. te su ovaj put bili uspješni. Godine 1996. ovaj isti planirani stadion se natjecao s Wembleyjem za dobitak novčanih sredstava da postane novi nacionalni stadion Engleske, ali ipak novci su otišli na obnovu Wembleyja.
Nakon uspješnog održavanja Igara Commonwealtha, promjenu stadiona u nogometni stadion kritizirali su atletičari Jonathan Edwards i Sebastian Coe zbog toga što Ujedinjeno Kraljevstvo u tom trenutku nije imalo modernu i veliku atletsku arenu.
Sport England se nadao da će Manchester City platiti dodatnih 50 milijuna £ za promjenu u nogometni stadion od 65.000 pomičnih sjedalica, ali Manchester City nije imao novce za to i nisu bili zainteresirani za takav pothvat. Arhitekti stadiona Arup su mislili da staza za trčanje nije potrebna jer se ona na nogometnim stadionima rijetko koristi.

### Igre Commonwealtha 2002.
Konstrukcija stadiona započela je u siječnju 2000. Stadion je dizajnirala kompanija Arup, a konstruirala ga je kompanija Laing Construction po cijeni od oko 112 milijuna £, od kojih je 77 milijuna £ platio Sport England, a ostatak je platilo vijeće Manchester Cityja.  Za Igre Commonwealtha, stadion je imao niski red sjedala oko tri strane atletske staze, i drugi red sjedala na dvije strane, te je stadion imao kapacitet od 38.000 koji je ubrzo proširen na 41.000 zbog dodavanja sjedalica na istoku i jugu.
Ceremonija otvaranja Igara Commonwealtha 2002. održana je 25. srpnja 2002. Od dostojanstvenih ljudi prisutna je bila i kraljica Elizabeta II. koja je održala govor i proglasila otvaranje Igara. Tijekom idućih deset dana stadion je održavao Igre, a oboreno je šesnaest rekorda (šest muških i deset ženskih). Osim Olimpijskih igara u Londonu 2012., ove Igre Commonwealtha bile su najveća sportska manifestacija ikad održana u Ujedinjenom Kraljevstvu.

### Prenamjena stadiona
Sekcije staze bile su uklonjene i preseljene. Teren je bio spušten radi dodavanja novih sjedalica. 16.000 privremenih sjedalica bilo je uklonjeno i zamijenjeno privremenom strukturom sličnog dizajna. Danas postoji jedna na jugu stadiona. Ovaj posao trajao je oko godinu dana i dodano je 23.000 privremenih sjedalica povećavajući kapacitet prenamijenjenog stadiona na 48.000 sjedećih mjesta. Manchester City preselio se na ovaj stadion pred početak sezone 2003./04. Cijena ove prenamjene iznosila je 42 milijuna £ od kojih je 22 milijuna £ dalo vijeće grada, a 20 milijuna £ dalo je vijeće Manchester Cityja.

### Proširenje stadiona
Stadion je u vlasništvu vijeća Manchester Cityja koji je 2008. doživio novčani preporod i postao jedan od najbogatijih nogometnih klubova na svijetu. U ožujku 2010. potpisana je dozvola o obnovi stadiona koja bi koštala 1 milijardu £.
Prvo su obnovljeni teren i ugostiteljski prostori radi boljeg održavanja koncerata. Godine 2010. potpisan je ugovor između Manchester Cityja i vijeća Manchester Cityja kojim bi City plaćao vijeću 3 milijuna £ od prodaja ulaznica. Od 2011. do 2014. klub je prodao svih 36.000 ulaznica svake sezone te je uvijek skoro popunio cijeli stadion. Sezone 2014./15. proširena je južna tribina dodavanjem tri reda sjedala tako povećavši kapacitet na današnjih 55.000. Proširenje je počelo u travnju 2014., a završilo pred početak sezone 2015./16.

### Budući planovi
Finalna faza proširenja dobila je potvrdu kada i ostali. Klub je u studenom 2018. pregovarao s nositeljima ulaznica oko drugačijeg proširenja sjevera stadiona. Također bi bile dodane premium sjedalice na zapadu i na istoku. Ova finalna faza povećala bi kapacitet na 62.000 pa bi Etihad bio četvrti najveći engleski stadion.
Plan proširenja od 300 milijuna £ bio je odobren. Sadrži konstrukciju novog hotela, parka za 6000 navijača i proširenje kapaciteta na 61.474 sjedalica. Trebao bi započeti 2023. i završiti 2026.